# جوشقان (إسفراين)
جوشقان (بالفارسية: جوشقان) هي قرية تقع في قسم آذري الريفي (مقاطعة إسفراين) في إيران. يقدر عدد سكانها بـ 1,132 نسمة .